# Vahliella californica
Vahliella californica är en lavart som först beskrevs av Edward Tuckerman, och fick sitt nu gällande namn av P. M. Jørg. Vahliella californica ingår i släktet Vahliella och familjen Vahliellaceae.   Inga underarter finns listade i Catalogue of Life.